# Periscelis nebulosa
Periscelis nebulosa är en tvåvingeart som beskrevs av Friedrich Georg Hendel 1913. Periscelis nebulosa ingår i släktet Periscelis och familjen savflugor. Inga underarter finns listade i Catalogue of Life.